# عين فراج
عين فراج قرية سورية تتبع ناحية وادي العيون في منطقة مصياف في محافظة حماة. بلغ عدد سكانها 190 نسمة في عام 2004 حسب إحصاء المكتب المركزي للإحصاء.

## وصلات خارجية
- الوحدات الإدارية في محافظة حماة